# Kilmichael, Mississippi
Kilmichael, Mississippi (енгл. Kilmichael) град је у америчкој савезној држави Мисисипи.

## Демографија
По попису из 2010. године број становника је 699, што је 131 (-15,8%) становника мање него 2000. године.
| Група             | 2000.       | 2010.       |
| Белци             | 384 (46,3%) | 259 (37,1%) |
| Афроамериканци    | 443 (53,4%) | 429 (61,4%) |
| Азијати           | 0 (0,0%)    | 5 (0,7%)    |
| Хиспаноамериканци | 8 (1,0%)    | 1 (0,1%)    |
| Укупно            | 830         | 699         |